# 蒙特勒伊欧利永
蒙特勒伊欧利永（法語：Montreuil-aux-Lions）是法国皮卡第大区埃纳省的一个市镇，属于蒂耶里堡区和马恩河畔埃索姆县。该市镇2009年时的人口为1,369人。

## 人口
蒙特勒伊欧利永人口变化图示
| 数据来源：INSEE |